# Gvožđe(II) fosfat
Gvožđa(II) fosfat, takođe fero fosfat, Fe3(PO4)2, je so gvožđa i fosforne kiseline. On se koristi u baštenskim hemikalijama za uklanjanje mahovine i odvraćanje puževa.

## Prirodna pojava
Mineral vivijanit je prirodna forma hidratisanog gvožđe(II) fosfata.

## Produkcija
On se može formirati reakcijom fero hidroksida sa fosfornom kiselinom čime se formira hidratisani gvožđe(II) fosfat.

## Spoljašnje veze
Медији везани за чланак Gvožđe(II) fosfat на Викимедијиној остави